# Johnny Carson
Johnny Carson, właśc. John William Carson (ur. 23 października 1925 w Corning, zm. 23 stycznia 2005 w Malibu) – amerykański aktor komediowy, prezenter telewizyjny, wieloletni gospodarz programu telewizyjnego The Tonight Show.
Jako nastolatek występował z pokazami magii pod pseudonimem "Wielki Carsoni". W latach 1943–1946 służył w armii. Odbył trzyletnie studia na Uniwersytecie Stanowym Nebraski i w 1949 podjął pracę w rozgłośni radiowej. Niebawem przeszedł do pracy w telewizji – w stacji KNXT w Los Angeles, gdzie jako cieszący się już lokalną sławą komik (a także prezenter programu Carson's Cellar) otrzymał propozycję pisania scenariuszy dla znanego prezentera Reda Skeltona do jego programu telewizyjnego. W 1954 zastąpił awaryjnie niedysponowanego Skeltona i wkrótce zyskał duże uznanie. Prowadził program Johnny Carson Show (do 1955), a w latach 1957–1962 teleturniej Who Do You Trust?.
2 października 1962 Carson debiutował jako gospodarz programu stacji NBC The Tonight Show. Zastąpił Jacka Paara, a pierwszym gościem, z którym prowadził wywiad był Groucho Marx ze słynnej rodziny aktorskiej. Z czasem Carson stał się jedną z popularniejszych osobistości amerykańskiej telewizji, symbolem przyszłych talk-show; program nazywano popularnie Carson Show lub Carson. Obok rozmów z zaproszonymi gośćmi ważnym elementem programu były skecze Carsona. Dużą oglądalność uzyskał program z grudnia 1969, w którym na oczach telewidzów zawarł związek małżeński piosenkarz Tiny Tim. W 1973 w jednym z programów gościem był Uri Geller, którego sława wiązała się z posiadanymi podobno zdolnościami nadprzyrodzonymi.
W późniejszych latach Carsonowi towarzyszyli w The Tonight Show tzw. współgospodarze. Jednym z nich był Jay Leno i właśnie jego wyznaczyło kierownictwo NBC na następcę Carsona po jego odejściu na emeryturę w maju 1992. Carson nie był zadowolony z takiego obrotu sprawy, widział w roli swojego następcy Davida Lettermana, któremu w tej sytuacji doradził odejście z NBC. Po wielu latach wyszło na jaw, że Carson współpracował z Lettermanem także na emeryturze, przesyłając mu od czasu do czasu skecze do programu Late Show with David Letterman w stacji CBS.
Johnny Carson został uhonorowany miejscem w Telewizyjnej Hall of Fame w 1987; w 1992 odznaczony Prezydenckim Medalem Wolności, był także laureatem sześciu telewizyjnych nagród Emmy.